# 이매뉴얼 마유카
이매뉴얼 마유카(영어: Emmanuel Mayuka, 1990년 11월 21일 ~ )는 잠비아의 축구 선수로, 포지션은 공격수이며 현재 잠비아 프리미어리그 NAPSA 스타스 FC 소속이다.

## 선수 경력

### 클럽
2006년 고향팀인 카브웨 워리어스 소속으로 프로에 입문하여 2008년까지 26경기 7골을 뽑아내며 2006년 잠비아 코카콜라컵 우승, 2007년 잠비아 챌린지컵 우승을 도우며 잠재력을 인정받았고 2008년 이스라엘 프리미어리그의 명문 구단인 마카비 텔아비브로 이적 후 41경기 8골을 터뜨리며 2008-09 시즌 토토컵 우승에 일조했으며 2010년 스위스 슈퍼리그의 강호 BSC 영 보이스로 이적하여 2012년까지 62경기 20골을 터뜨리는 맹활약을 펼쳤다.
그 후 2012년 8월 한화 약 40억원의 계약금을 받고 잉글랜드 프리미어리그 사우샘프턴 FC로 트레이드되었으나 2015년까지 16경기 출장에 그쳤고 2013년부터 2014년까지 프랑스 1부 리그의 FC 소쇼-몽벨리아르에서 임대 선수로 활동하며 21경기 4골의 성적을 남겼으며 2015년 FC 메스로 이적했으나 2016년까지 10경기 2골의 성적에 그쳤다.
그리고 2016년 1월 이집트 프리미어리그의 자말렉 SC로 이적하여 2017년까지 22경기 5골을 기록하며 2016년 이집트컵 우승에 일조했고 2017년 11월 이스라엘의 하포엘 라나나 AFC로 이적했으나 5경기 출장에 머무른 뒤 2019년 4월 고국인 잠비아로 돌아와 잠비아 프리미어리그의 그린 버펄로스 FC에 입단했지만 단 1경기도 출전하지 못한 채 그린 버펄로스와 결별을 선언했으며 2020년 1월 같은 리그의 NAPSA 스타스 FC의 유니폼으로 갈아입은 후 현재까지 43경기 29골을 터뜨리는 맹활약을 펼치고 있다.

### 국가대표팀
U-20 대표팀 시절 2007년 FIFA U-20 월드컵 본선에 출전한 잠비아 선수 가운데 가장 어린 나이에 참가하여 잠비아의 FIFA 주관 대회 사상 첫 16강 진출을 도왔고 이후 잠비아 성인대표팀의 일원으로 모잠비크와의 2007년 COSAFA컵 4강전에서 국제 A매치 데뷔전을 치러 팀의 준우승을 경험했다.
그 뒤 2012년 아프리카 네이션스컵 본선 6경기에서 3골을 터뜨리며 앙골라의 마누슈, 코트디부아르의 디디에 드로그바, 가봉의 피에르에메리크 오바메양, 말리의 셰이크 디아바테, 모로코의 우싱 가르자, 팀 동료인 크리스토퍼 카통고와 함께 공동 득점왕에 오르면서 잠비아의 사상 첫 메이저 대회 우승을 이끌어낸 것은 물론 이 대회 최우수선수상에도 선정되는 영예를 안았는데 특히 잠비아가 코트디부아르를 승부차기 끝에 누르고 우승을 차지한 곳이 1993년 잠비아 축구 국가대표팀 항공기 참사로 잠비아 선수단 전원이 사망했던 가봉의 수도 리브르빌이었기 때문에 이 대회에서의 우승은 마유카 뿐 아니라 잠비아 선수단에게 남다른 의미가 있는 우승이었다.
그 뒤 2013년 아프리카 네이션스컵과 2015년 아프리카 네이션스컵 본선에도 참가했으나 두 대회에서 5무 1패의 아쉬운 성적으로 8강 진출에 실패하며 디펜딩 챔피언으로서의 자존심이 구겨졌고 2020년 현재 A매치 통산 61경기 12골을 기록하고 있다.

## 수상

### 클럽
카브웨 워리어스
- 코카콜라컵 : 우승 (2006)
- 잠비아 챌린지컵 : 우승 (2007)

 마카비 텔아비브
- 토토컵 : 우승 (2008-09)

 자말레크 SC
- 이집트컵 : 우승 (2016)

### 국가대표팀
잠비아
- 아프리카 네이션스컵 : 우승 (2012)
- COSAFA컵 : 준우승 (2007)

### 개인
- 2012년 아프리카 네이션스컵 : 득점왕, 최우수선수상